# Tenuipalpus chelinus
Tenuipalpus chelinus är en spindeldjursart som beskrevs av Meyer 1993. Tenuipalpus chelinus ingår i släktet Tenuipalpus och familjen Tenuipalpidae. Inga underarter finns listade i Catalogue of Life.